# إعصار مانكوت
إعصار مانكوت هو إعصار استوائي ضربَ جنوب الصين والمناطق المحيطة. وصلَ هذا الإعصار إلى يابسة الفلبين وبالتحديد إلى إقليم كاجايان في 15 سبتمبر 2018 وقد صُنّف كإعصار من الدرجة الخامسة حسب مقياس سفير-سمبسون وبالتالي فقد أثرَ على هونغ كونغ وجنوب الصين. يعدّ إعصار مانكوت العاصفة الاستوائية رقم 22 التي تضرب هذه المنطقة كما يُعتبرُ الإعصار التاسع في موسم 2017-18. صُنّف كأقوى إعصار مداري في عام 2018. اعتبارا من 16 أيلول/سبتمبر؛ خلّف هذا الإعصار مقتل ما لا يقل عن 67 شخصًا بما في ذلك 64 في الفلبين، اثنان في البر الرئيسي للصين ثم شخص واحد في تايوان.

## التاريخ
بحلول 5 سبتمبر من عام 2018؛ تمكّنَ مركز الرصد الجوي المُشترك من رصد بعض الاضطرابات بالقُرب من خط التاريخ الدولي. خلال الأيام الموالية؛ تغيّرت الأجواء في بعض المناطق مما دفعَ بوكالة الأرصاد الجوية اليابانية يوم 7 سبتمبر من نفس العام إلى الإعلان عن قُرب إعصار استوائي من بعض المناطق في القارة الآسيوية. انتشرت فيما بعض الأخبار التي تُفيد بأنّ الإعصار هو عبارة عن عاصفة استوائية وقد اتُخد له اسم إعصار مانكوت. بحلول 8 و9 سبتمبر بدأت تتوضح الصورة لدى وكالات الرصد الجوي التي حاولت استكشاف عين الإعصار وقد ساعدهَا في ذلك الظروف البيئية المواتية بما في ذلك انخفاض قوّة الرياح وارتفاع درجات حرارة سطح البحر وكذا ارتفاع محتوى حرارة المحيطات. تم التأكد من إعصار مانكوت يوم 9 سبتمبر. حينمَا اقترب الإعصار من جزر ماريانا الشمالية وغوام وبات على بُعد 18 كـم (11 ميل)، باتت الشدّة واضحة على صور الأقمار الصناعية. في بداية العاصفة؛ بلغت سُرعة الرياح حوالي 155 كم/ساعة (100 ميلا في الساعة) لكنّ هذه السرعة ارتفعت بشكل تدريجي وبخاصّة في بعض المناطق. بحلول يوم 11 سبتمبر؛ اجتازَ إعصار مانكوت بحر الفلبين. اشتدت قوته حينما بات على بُعد 39 كـم (24 ميل) من بعض المنشآت في الفلبين. صُنف الإعصار في الدرجة الخامِسة وذلك بحلول 15:00 بالتوقيت العالمي. أوردت وكالات الأنباء أن الإعصار قد يستمرُ لأربع أيام مٌتتالية. بلغَ الإعصار ذروته في الساعة 18:00 UTC حيثُ وصلت سرعة الرياح إلى 205 كم/ساعة (125 ميلا في الساعة) فيما بلغت نسبة الضغط 905 هيكتوباسكال (26.73 بوصة زئبقية). تطورت الأمور فيما بعد فبحلول الساعة 21:00 UTC وصلت سرعة الرياح إلى 285 كم/ساعة (180 ميلا في الساعة). ضربَ الإعصار محافظة كاجايان على طول الجزء الشمالي من لوزون يوم 14 سبتمبر ثم أصبحَ أقوى من إعصار ميجي الذي ضرب نفس المنطقة في عام 2010 وبات أقوى إعصار على الصعيد الوطني منذ إعصار هايان في عام 2013. حينما عبرَ جبال لوزون؛ قلّت شدة الإعصار ثم وصلَ لبحر الصين الجنوبي يوم 15 سبتمبر. وصل الإعصار في وقت لاحق إلى اليابسة مرة أخرى على ساحل مدينة جيانغمن في مقاطعة قوانغدونغ بجمهورية الصين وذلك على الساعة الخامسة مساءا من 16 سبتمبر/أيلول حسبَ توقيت الصين.

### معلومات إضافية
اعتبارا من الساعة السادسة صباحًا بالتوقيت العالمي من يوم 14 سبتمبر، وصل الإعصار إلى إحداثيات 18°30′N 119°42′E / 18.5°N 119.7°E وذلك حوالي 211211 nmi (391 كـم؛ 243 ميل) إلى الشمال من مانيلا في الفلبين. تجاوزت سرعة الريّاح 165 كم/ساعة (105 ميلا في الساعة) في حين وصلت في مناطق أخرى إلى 155 كم/ساعة (100 ميلا في الساعة)، مع بعض الهبات التي وصلت إلى 250 كم/ساعة (165 ميلا في الساعة). بلغَ الحد الأدنى من الضغط الجوي 940 هكتوباسكال (27.76 inHg) كما تحرّكت الرياح غربا بدرجة 15 عقدة (28 كم/س؛ 17 ميل/س).

## الاستعدادات

### الفلبين

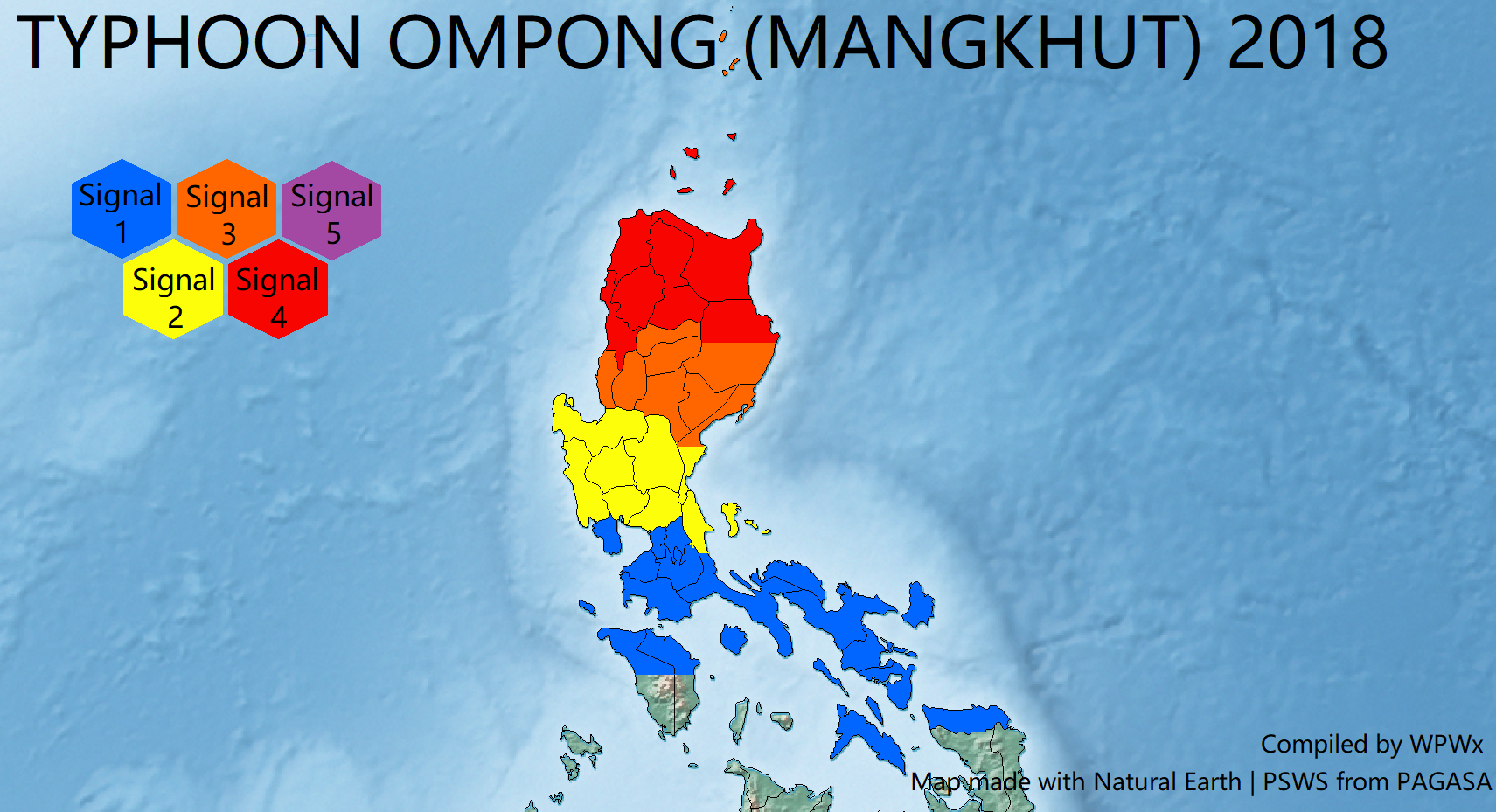
تحتوي الخرائط التي تنشرها وسائل الإعلام الفلبينية على علامات تحذير إقليمية.

حذرت وكالة الأرصاد الجويّة الفلبينية من اقتراب موسم الأعاصير المدارية يوم 13 أيلول/سبتمبر ونصحت المواطنين بعدم الخروج من منازلهم في حالة اشتداد الكتل الهوائية. قامت الحكومة كذلك بإجلاء بعض المواطنين من المناطق التي كان من المتوقع أن يكون الإعصار قويًا في حالة ما ضربها وهي إيلوكوس، وادي كاجايان وكورديليرا. أعلنَ الجيش الفلبيني كذلك استعداده لمواجهة أي طارئ اعتبارًا من 12 أيلول/سبتمبر،  كما استعدت الفرق الطبية لاستقبال حالات الطوارئ هذا فضلا عن تخصيص فرق احتياطية على أهبة الاستعداد.

### هونغ كونغ
بحلول 14 سبتمبر؛ عقدت حكومة هونغ كونغ مؤتمرًا صحفيًا قدّمت فيه الكثير من المعلومات حول إعصار مانكوت كما نصحت المواطنين بعدم مغادرتهم لمنازلهم والاستعداد للأسوأ. في 16 أيلول/سبتمبر؛ نشر مرصد هونج كونج للأعاصير بيانًا حذر فيه من قوّة الإعصار كما صنّفهُ على المستوى العاشر وهو أعلى تصنيف للأعاصير المدارية في دولة هونغ كونغ. يعدّ هذا التحذير هو الثالث منذ أن بدأ المرصد عمله عام 1999؛ حيث أصدر قبله تنبيهًا حول إعصار عام 2012 وإعصار هاتو في 2017. عقدت حكومة هونغ كونغ اجتماعًا بين الإدارات يوم 12 سبتمبر لمناقشة الحلول الممكنة لتفادي العاصفة أو الخروج على الأقل بأقل الأضرار.

### الصين
بحلول 15 أيلول/سبتمبر 2018؛ أصدر مكتب الأرصاد الجوية تحذيرًا لقاطني مدينة غوانغدونغ ونصحهم بالاستعداد للأسوء. في اليوم التالي؛ أصدرَ مكتب الأرصاد الجوية تحذيرا لسكان بلديّة شنتشن كما طلبَ من السلطات التأهب لأقصى درجة خاصّة عند التعامل مع الكميات الكبيرة لهطول المطر. أصدر مكتب الأرصاد في قوانغشي هو الآخر تحذيرًا حيث طالب الكل بالتأهب لأقصى درجة حتّى يمر الإعصار. أصدرت مكتب الأرصاد الجويّة في فوجيان تنبيها هو الآخر لكنّه نصح بالتأهب بشكل أقل مقارنة بالبلديات والمناطق السابقة. بحلول 16 أيلول/سبتمبر رفع المركز الوطني للأرصاد الجوية حالة التأهب لأقصى درجة. في نفس اليوم أصدرَ مكتب الأرصاد الجويّة في هاينان تنبيهًا مماثلا.

## التأثير

### غوام

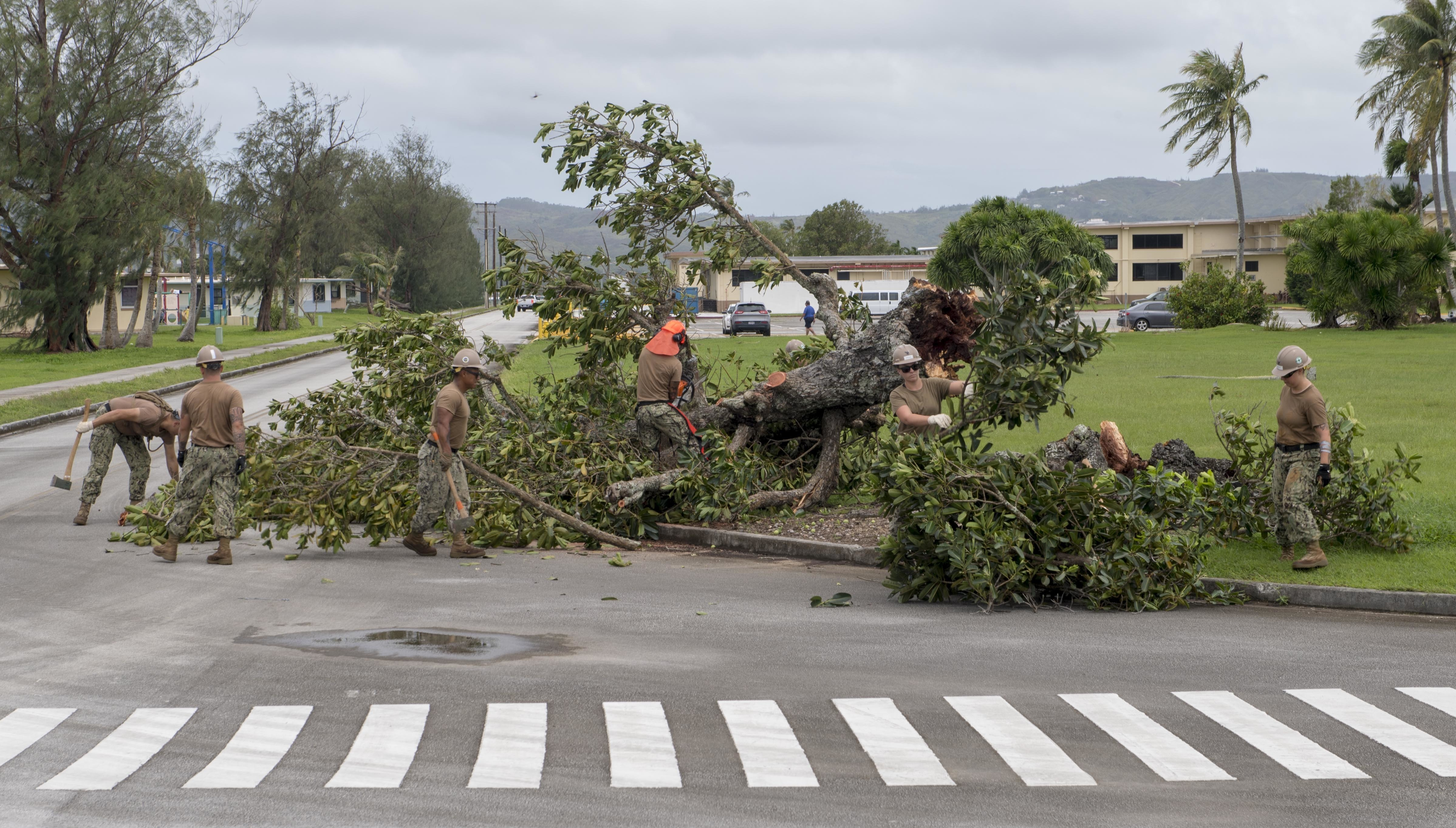
إزالة الحطام عقب مرور إعصار مانكوت على غوام

تحوّل إعصار مانكوت إلى إعصار قمعي خاصّة في ماريكينا وذلك في ليلة 14 سبتمبر (الجمعة) مما أدى إلى جرح شخصين. عملت السلطات على إجلاء أكثر من 105,000 أسرة من منازلهم،  كما أُغلقت العديد من المطارات في شمال لوزون في حين تمّ إلغاء معظم الرحلات حتّى 16 سبتمبر. اعتبارًا من 16 أيلول/سبتمبر أكّد المجلس الوطني للحد من مخاطر الكوارث (NRRMC) أن 64 شخصا قُتل بسبب الإعصار. في السياق نفسه؛ ذكرَ ريكاردو رئيس اللجنة الوطنية للدفاع المدني أن عدد القتلى من المتوقع أن يكون أعلى وذلك إلى حين هدوء قوّة الإعصار والإعلان عن الأرقام الدقيقة.

### تايوان
سقطت سيّدة في بحر هائج وذلك بسب شدّة الرياح التي ولدها الإعصار.

### هونغ كونغ

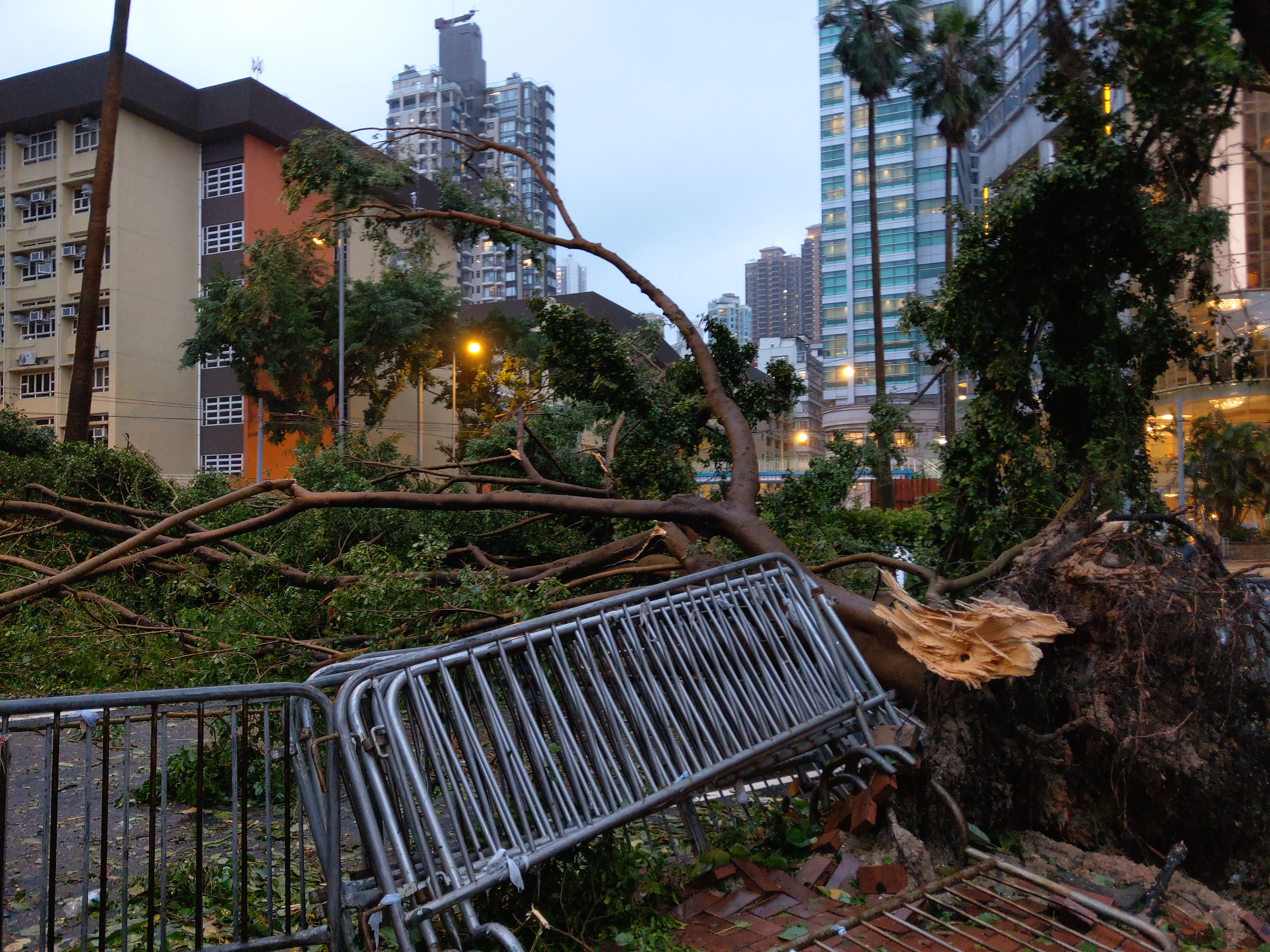
الدّمار الذي خلفهُ الإعصار في أحد شوارع هونغ كونغ

يُعدّ مانكوت واحدا من أقوى الأعاصير الاستوائية المسجلة في هونغ كونغ؛ حيثُ تسببَ في فيضانات كبيرة همّت المناطق الساحلية مما تسبب في سقوط الكثير من الأشجار وإغلاق العديد من الطرق. بلغت الريّاحُ ذروتها في حدود 173 كيلومترا في الساعة (107173 كيلومتر في الساعة (107 ميل/س) مع هبات وصلت إلى 223 كيلومترا في الساعة (139223 كيلومتر في الساعة (139 ميل/س). تسبب الإعصار في أضرار مادية جسيمة حيث اقتُلعت سطوح بعض المنازل كما تكسّرت نوافذ العديد من المباني في حين تحطّمت أخرى. عملت الشرطة على إخلاء الكثير من المباني المهددة كما توقفت حركة المرور والنقل وشُلت كثير القطاعات. تسببت قوة الإعصار أيضًا في قطع عشرات الطرق كما توقفت خدمة مترو هونغ كونغ في كل المسارات.

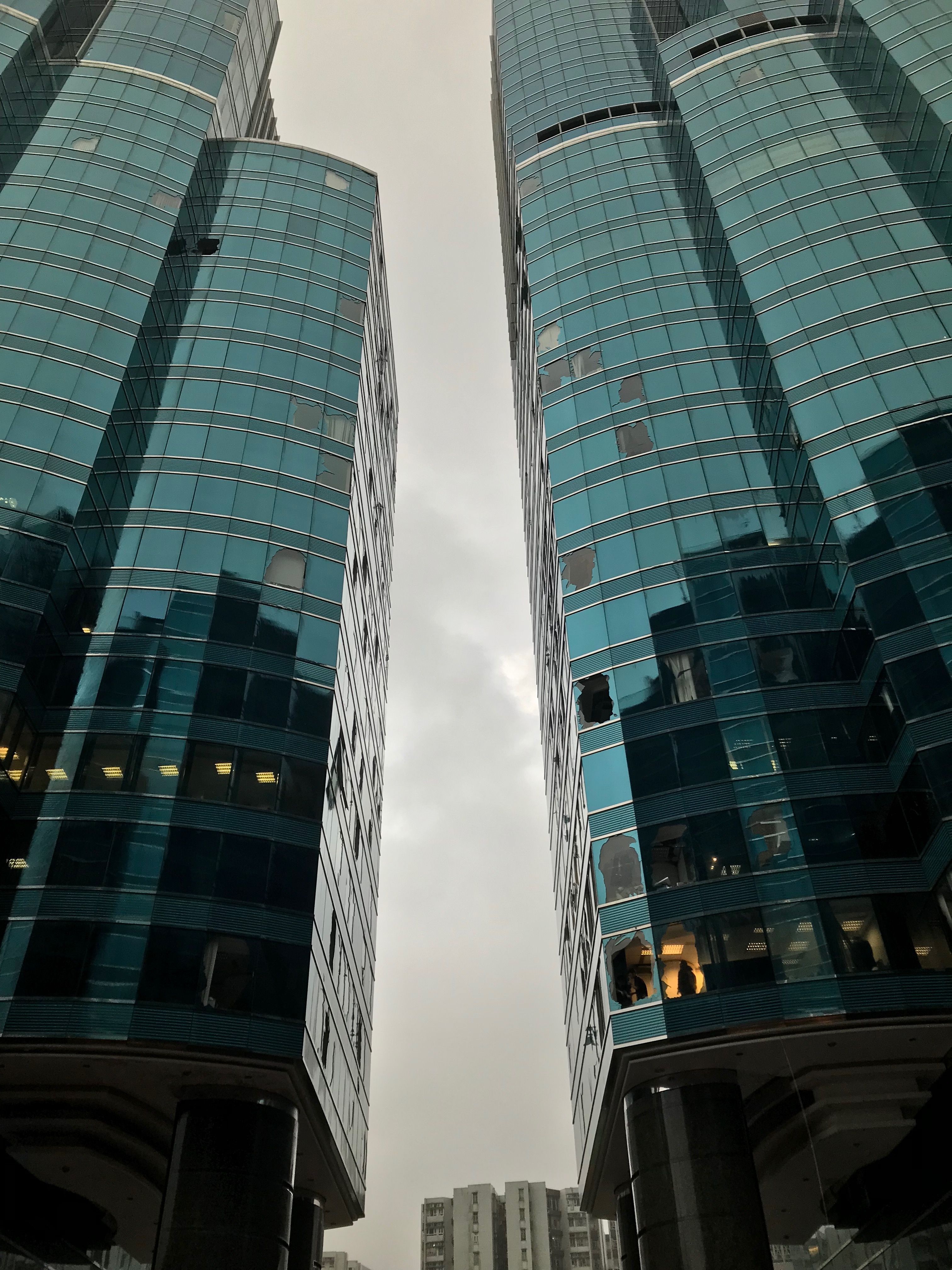
تضرر بعض النوافذ في مبنى ضخم في هونغ كونغ

بسبب كثرة التبليغات فقد توقف رقم 999 الخاص بالطوارئ. لجأ 1,219 مواطن إلى ملاجئ الطوارئ التي فتحتها إدارة الشؤون الداخلية. عانت بعض المباني حول جزيرة هونغ كونغ وكولون ومناطق أخرى منَ منطقة من كسر في النوافذ. تأخرت حوالي 900 رحلة دولية في مطار هونغ كونغ الدولي. بسبب كثرة الدمار وشدة الإعصار فقد أعلنت وزارة التربية والتعليم عن تعليق الدراسة حتّى انخفاض شدّة الرياح.

### ماكاو
بلغت العواصف ارتفاع 1.9 متر (61.9 متر (6 قدم 3 بوصة) مما تسبب في إلحاق دمار جزئي بحوالي 20.000 منزل فيما فقد 7000 منزل القدرة على الوصول إلى الإنترنت وباقي الخدمات. لأول مرة في التاريخ؛ أُغلقت جميع الكازينوهات خوفًا مما قد يحصل.

#### مقاطعة قوانغدونغ
عملت سلطات مقاطعة قوانغدونغ على نقل حوالي 2.45 مليون شخص. تسبب هذا الإعصار الاستوائي في فيضانات قويّة نوعًا ما كما تكسرت الأشجار في شنتشن. توقفت خدمات النقل في جنوب الصين فيما لقيَ شخصان على الأقل حتفهم في مقاطعة قوانغدونغ.

## معرض الصور

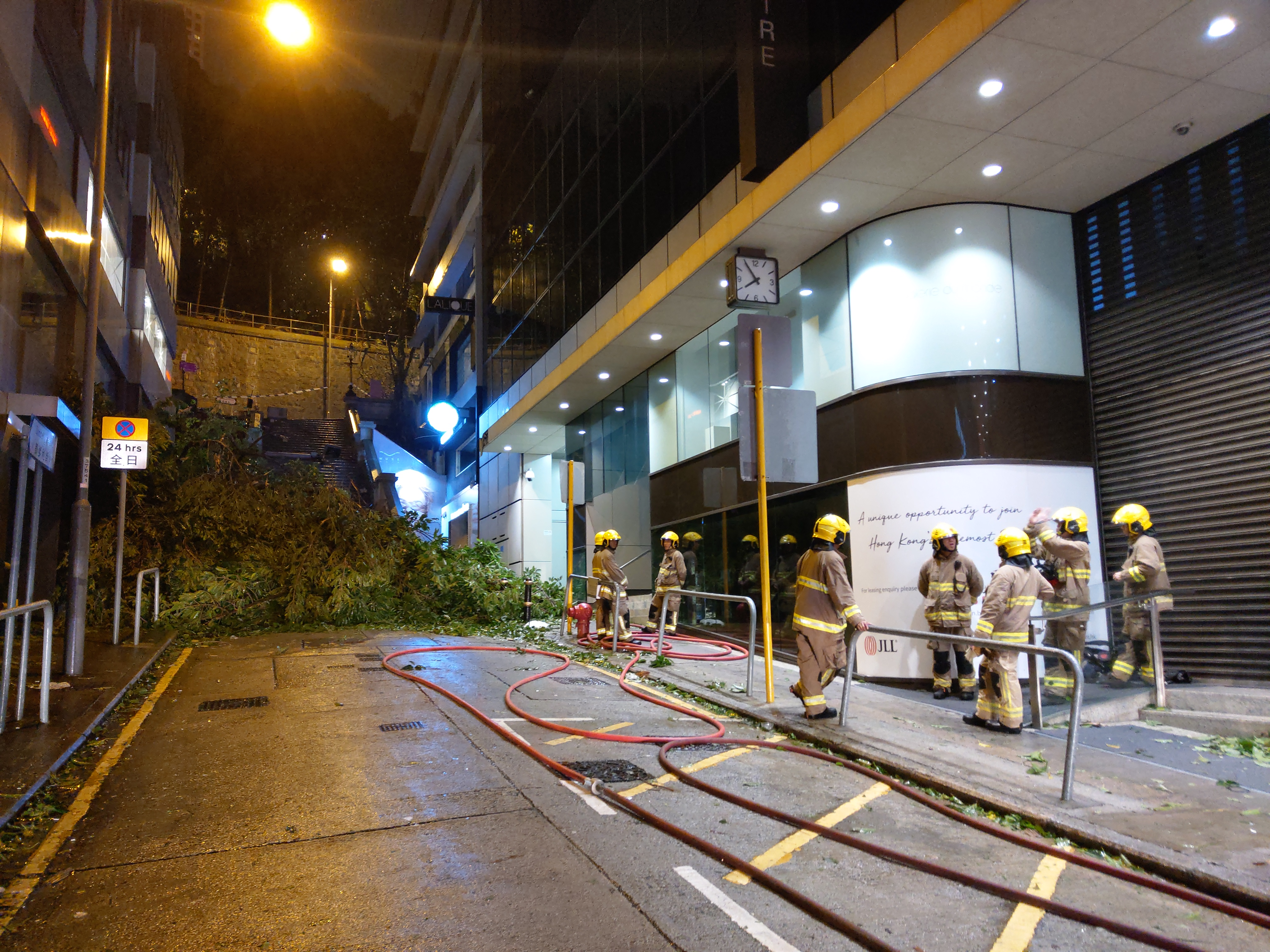
رجال الإطفاء وهم في عملية مراقبةٍ لأي تسرب غاز محتمل في شارع ديديل في هونغ كونغ
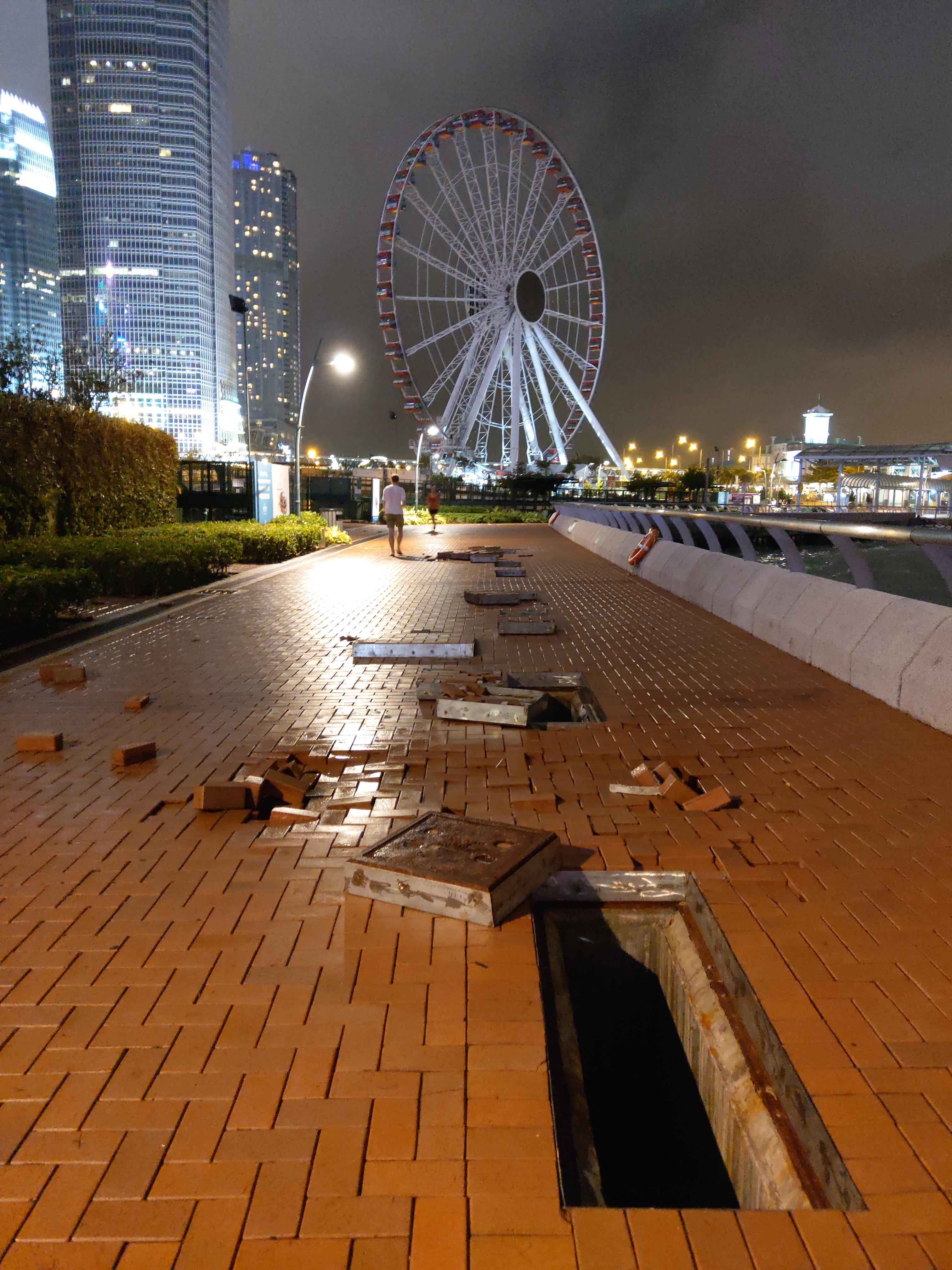
موجات رياح قويّة خلّفت بعض الدمار في أحد شوارع هونغ كونغ
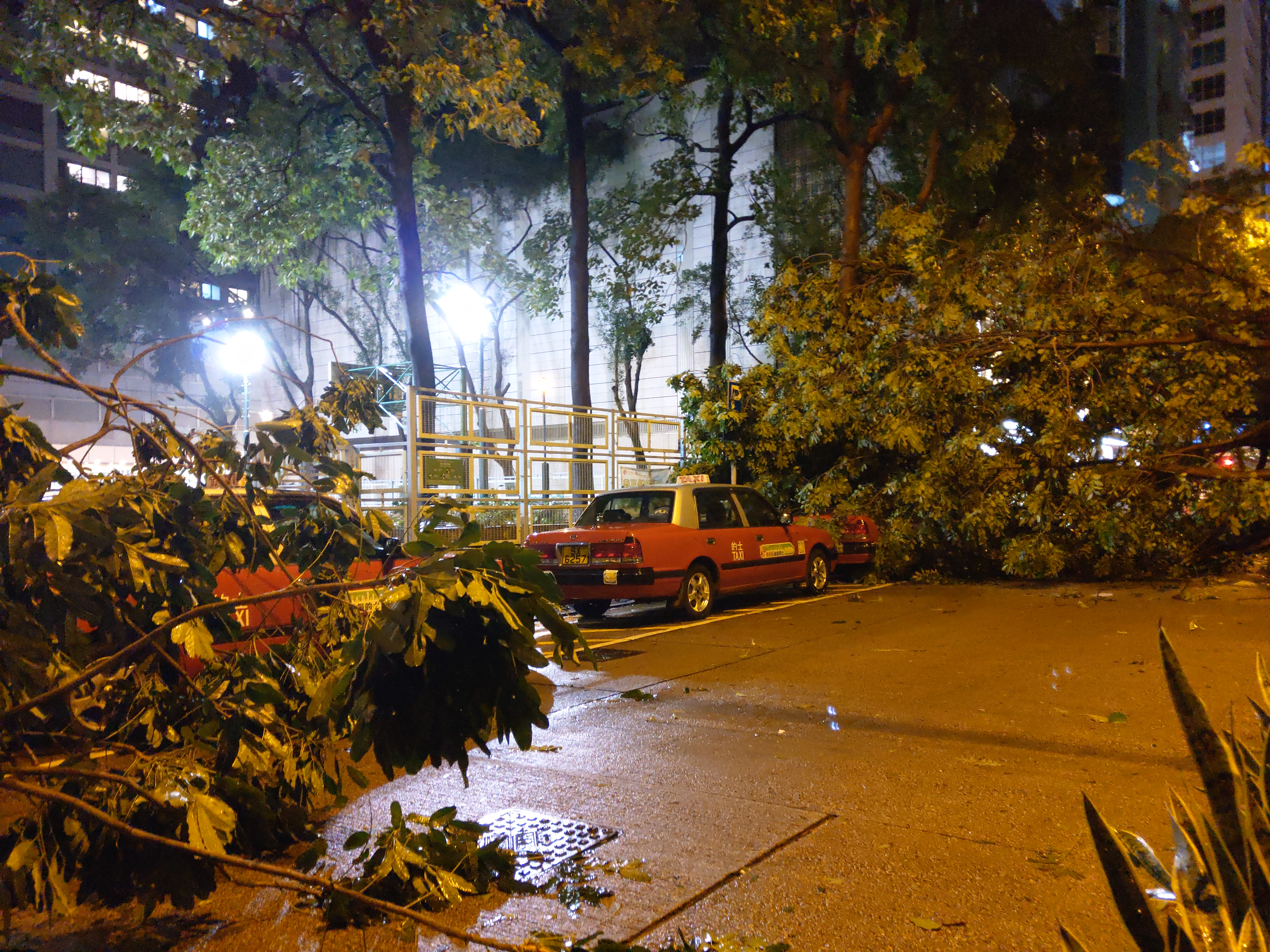
إعصار مانكوت يتسبب في سقوط عدّة أشجار في هونغ كونغ مع ملاحظة تعطل بعض سيارات الأجرة بسبب السقوط المتوالي للأشجار
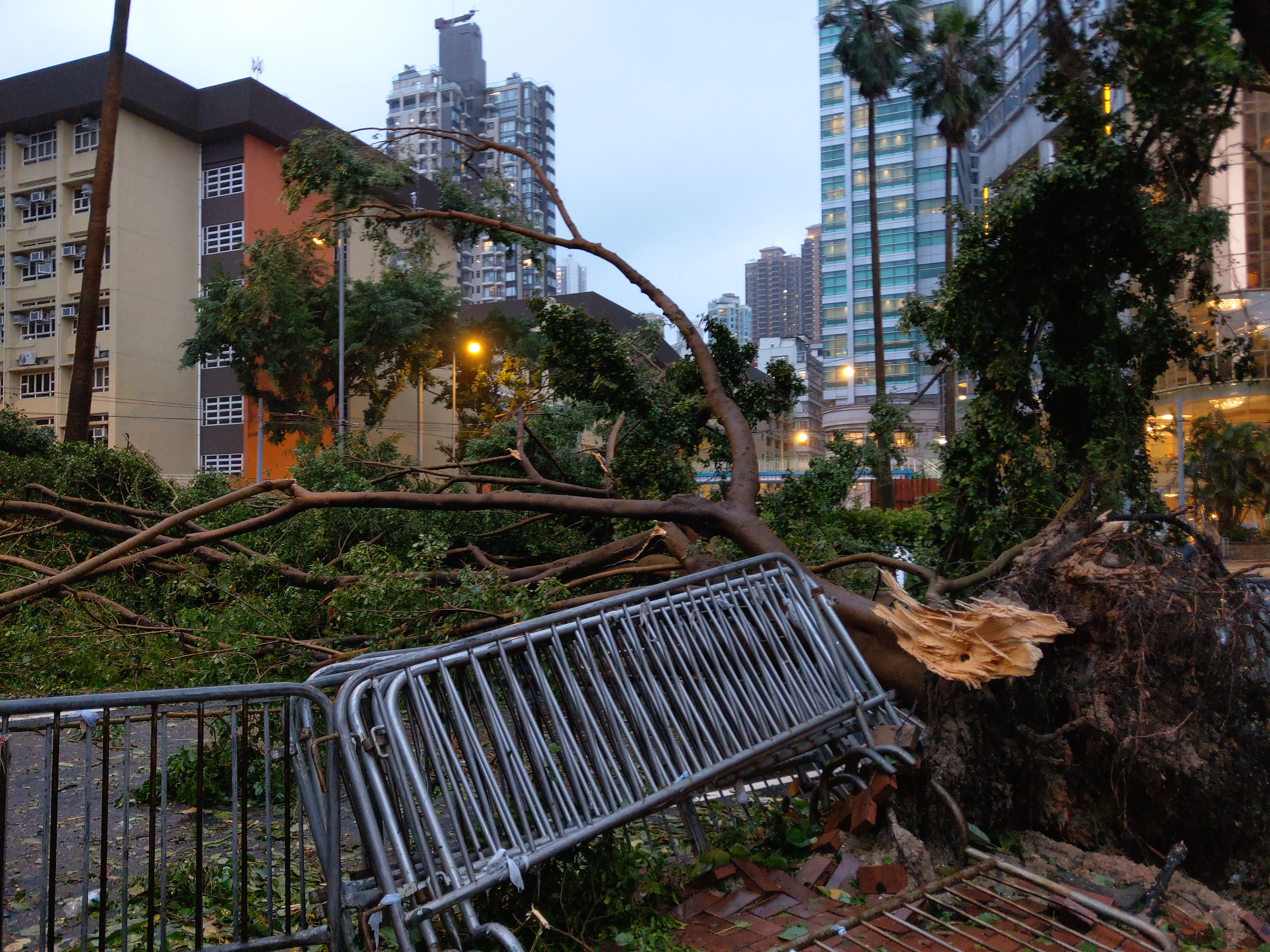
سقوطُ الكثير من الأشجار في حيّ سكني بدولة هونغ كونغ.